# ميرال مصطفى
ميرال مصطفى، ممثلة لبنانية تعيش في السعودية.
كانت بدايتها في المجال الفني عام 2018 في مسلسل شباب البومب 7 لكن عرفها الجمهور في مسلسل خريف القلب بدور شوق.

## عن حياتها
ولدت لأب لبناني وأم سورية وبحكم أقامتها في السعودية اتقنت اللهجة وهذا الذي ساعدها في المشاركة في العديد من الأعمال الفنية.

## من أعمالها

### المسلسلات
- شباب البومب 7 (2018).
- شباب البومب 10
- بدون فلتر
- بنات الثانوي (مسلسل). ج1 (2022)
- ثانوية النسيم
- بنات الثانوي. ج2 (2024)
- بيت العنكبوت (2024)
- خريف القلب. (2024)
- طراد(2025)
- جريمة قلب (2023) {شخصيه ثانويه}
- مسلسل مرزوقة
- أم44  رمضان2025